# Rudolf Horn
Rudolf Horn (ur. 8 lutego 1954 w Rottenmann) – austriacki biathlonista i biegacz narciarski, olimpijczyk. W Pucharze Świata w biathlonie jeden raz stanął na podium: 11 stycznia 1979 roku w Jáchymovie zwyciężył w sprincie. Wyprzedził tam Franka Ullricha z NRD i Norwega Terje Krokstada. Najlepsze wyniki osiągnął w sezonie 1979/1980, kiedy zajął szóste miejsce w klasyfikacji generalnej. W 1976 roku wystąpił w biegach narciarskich na igrzyskach olimpijskich w Innsbrucku, gdzie zajął 42. miejsce w biegu na 15 km oraz ósme w sztafecie. Na rozgrywanych cztery lata później igrzyskach w Lake Placid, startował tylko w biathlonie, zajmując 26. miejsce w biegu indywidualnym, 28. w sprincie oraz szóste w sztafecie. Brał też udział w igrzyskach olimpijskich w Sarajewie w 1984 roku, plasując się na 36. pozycji w obu konkurencjach indywidualnych oraz ósmej w sztafecie. Był też między innymi trzynasty w sprincie i szósty w sztafecie na mistrzostwach świata w Ruhpolding w 1979 roku.

## Osiągnięcia w biathlonie

### Igrzyska olimpijskie
| Rok  | Miejscowość | Konkurencje | Konkurencje | Konkurencje | Konkurencje | Konkurencje | Konkurencje | Konkurencje |
| Rok  | Miejscowość | IN          | SP          | PU          | MS          | RL          | MR          | SR          |
| ---- | ----------- | ----------- | ----------- | ----------- | ----------- | ----------- | ----------- | ----------- |
| 1980 | Lake Placid | 26.         | 28.         | nd.         | nd.         | 6.          | nd.         | –           |
| 1984 | Sarajewo    | 36.         | 36.         | nd.         | nd.         | 8.          | nd.         | –           |

### Mistrzostwa świata
| Rok  | Miejscowość | Konkurencje | Konkurencje | Konkurencje | Konkurencje | Konkurencje | Konkurencje | Konkurencje |
| Rok  | Miejscowość | IN          | SP          | PU          | MS          | RL          | MR          | SR          |
| ---- | ----------- | ----------- | ----------- | ----------- | ----------- | ----------- | ----------- | ----------- |
| 1979 | Ruhpolding  | 20.         | 13.         | nd.         | nd.         | 6.          | nd.         | –           |
| 1981 | Lahti       | –           | 46.         | nd.         | nd.         | 10.         | nd.         | –           |
| 1982 | Mińsk       | 34.         | 34.         | nd.         | nd.         | 9.          | nd.         | –           |
| 1983 | Anterselva  | 16.         | 26.         | nd.         | nd.         | 7.          | nd.         | –           |

### Puchar Świata

#### Miejsca w klasyfikacji generalnej
| Sezon     | Miejsce |
| --------- | ------- |
| 1978/1979 | ?       |
| 1979/1980 | 6.      |
| 1980/1981 | ?       |
| 1981/1982 | ?       |
| 1982/1983 | 17.     |
| 1983/1984 | ?       |

#### Miejsca na podium chronologicznie
| Lp. | Dzień       | Rok  | Miejscowość | Konkurencja                | Lokata | Pudła | Czas biegu | Strata | Zwycięzca |
| --- | ----------- | ---- | ----------- | -------------------------- | ------ | ----- | ---------- | ------ | --------- |
| 1.  | 11 stycznia | 1979 | Jáchymov    | Bieg indywidualny na 20 km | 1.     | 1     | 36:38,0    | –      | –         |